# Pierre Testas
Pierre Testas (né le 22 septembre 1957 à Caudéran en Gironde) est un joueur de football français, qui évoluait au poste de gardien de but.

## Biographie
Formé aux Girondins de Bordeaux, il y remporte la Coupe Gambardella en 1976. Il ne dispute toutefois aucun match avec l'équipe première des Girondins.
Il joue en faveur de l'AS Libourne pendant onze saisons, de 1982 à 1993, avec notamment 68 matchs disputés en Division 2.